# Bataille de Koulikovo
 (mai 2011).
Si vous disposez d'ouvrages ou d'articles de référence ou si vous connaissez des sites web de qualité traitant du thème abordé ici, merci de compléter l'article en donnant les références utiles à sa vérifiabilité et en les liant à la section « Notes et références ».
La bataille de Koulikovo (en russe : Куликовская битва ou битва на Куликовском поле) ou du Champ-des-Bécasses est une bataille entre les Mongols de la Horde d'or et les Russes conduits par le grand-prince de Moscou Dimitri Ier Ivanovitch qui eut lieu le 8 septembre 1380 dans la plaine de Koulikovo, près du Don (actuellement dans l'oblast de Toula), et fut remportée par les Russes.
Cette victoire entraîna le reflux des Mongols du Nord de l'Europe et valut à Dimitri Ier le surnom de Donskoï.

## Situation
Comme beaucoup d'autres territoires russes, Moscou a été conquise par les armées de Batu, le petit-fils de Gengis Khan, au XIIIe siècle et doit payer un tribut à la Horde d'or. Sous le règne du prince Dimitri Ier, la Grande-principauté de Moscou devient la plus puissante des principautés russes.
En 1370, le chef de guerre Mamaï accède au pouvoir sur la Horde d'or en devenant le régent du jeune khan. Il n'est pas un descendant de Gengis Khan, sa position reste donc vulnérable et il cherche à affirmer sa souveraineté sur les terres tributaires de la Horde d'or. En 1378, il envoie des forces s'assurer de l'obéissance du prince de Moscou, mais ces troupes sont vaincues à la bataille de la rivière Voja (en).
Deux ans plus tard, Mamaï en personne mène son armée en Russie. Cette armée est large et polyvalente, plus que les hordes mongoles du XIIIe siècle : reposant sur une cavalerie tataro-mongole traditionnelle, elle est aussi constituée d'unités de mercenaires ou de peuples soumis, par exemple des circassiens, des arméniens et surtout de l'infanterie italienne, les fameux Arbalétriers génois. Avant l'expédition, Mamaï négocie une alliance avec Ladislas II Jagellon, le grand-duc de Lituanie, et le prince Oleg de Riazan (en), un farouche ennemi de Dimitri. Les armées de Lituanie et de Riazan sont envoyées rejoindre celle de Mamaï, qui installe son camp sur les rives du Don.
Dimitri mobilise ses troupes et rejoint ses alliés à Kolomna pour résister à l'invasion. À la laure de la Trinité-Saint-Serge, il rencontre Serge de Radonège, qui bénit les armées russes avant la bataille. Dimitri sait que les forces de Lituanie et de Riazan approchent et décide d'attaquer Mamaï sans attendre. Le 7 septembre, les Russes traversent le Don.

## La bataille
Au matin du 8 septembre 1380, avant que les renforts attendus par Mamaï ne soient arrivés, les deux armées s'avancent à la rencontre l'une de l'autre. La bataille s'ouvre par un combat singulier entre des champions des deux armées, duel qui se termine par la mort des deux adversaires. Dimitri échange son armure avec celle d'un jeune boyard, Mikhaïl Brenok, et se fait passer pour un chevalier ordinaire. La ruse réussit, car les Mongols attaquent la bannière du prince et tuent Brenok en croyant qu'il est le prince, Dimitri lui-même étant blessé durant la bataille.
Après approximativement trois heures de combats, les Russes, ayant subi de lourdes pertes, commencent à reculer devant les assauts des armées de la Horde d'or. C'est alors que la cavalerie du prince de Serpoukhov, un cousin de Dimitri, qui avait été laissée en embuscade, retourne le cours de la bataille en lançant une attaque surprise sur les arrières de l'armée adverse. C'est le signal de la contre-attaque pour les Russes et le début de la déroute pour la Horde d'or, dont les troupes fuient et sont poursuivies jusqu'à la nuit tombée, les Russes massacrant des dizaines de milliers d'ennemis. Mamaï s'échappe pour gagner la Crimée, où il est finalement assassiné par ses ennemis, laissant la Horde sous le commandement de Tokhtamych.
Au XVIIIe siècle, des tombes de héros tombés lors de la Bataille de Koulikovo ont été découvertes à proximité de l'Église de la Nativité-de-la-Vierge du vieux Simonov à Moscou.

## Conséquences

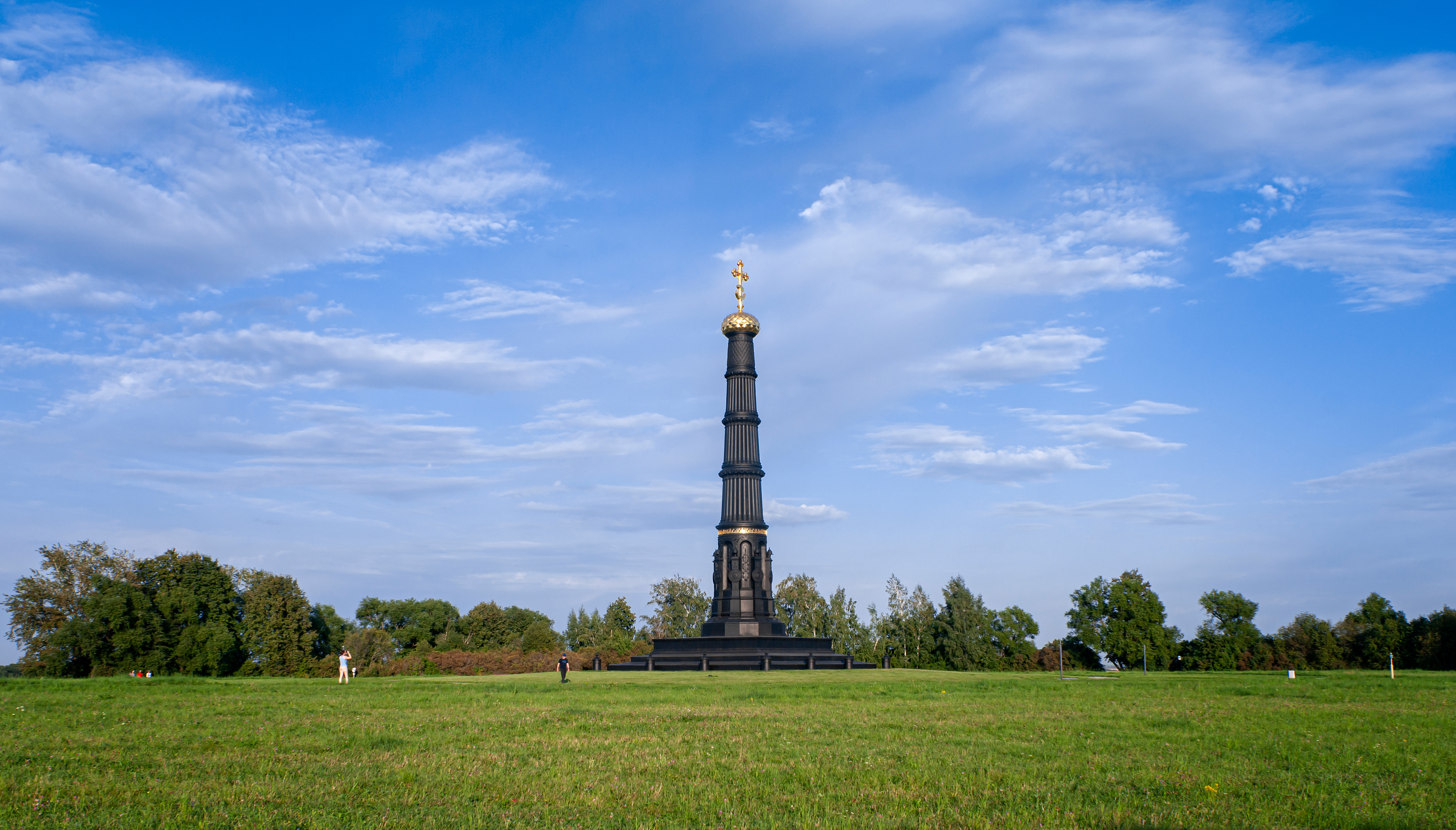
La colonne commémorative élevée en 1848 à l'initiative de Netchaïev.

Cette bataille a une grande importance symbolique pour l'unification des terres russes : l'historien Nikolaï Karamzine la tient pour le point de départ de l'unification de la nation russe.
Concrètement, les princes russes se crurent en force au point de refuser de payer le tribut aux Mongols, mais ceux-ci répliquèrent en saccageant et incendiant Moscou en août 1382, au cours d'un raid qui fit vingt-quatre mille morts. Le joug tatar se maintiendra encore un siècle, quoique les relations entre Russes et Mongols se transforment par des alliances au gré des événements.

## Dans la culture
Cette bataille est présente dans la campagne de Age of Empires IV.

## Sources
- (en) Cet article est partiellement ou en totalité issu de l’article de Wikipédia en anglais intitulé « Battle of Kulikovo » (voir la liste des auteurs).